# Tucker West
Tucker West né le 15 juin 1995 à Ridgefield est un lugeur américain.

## Carrière
Il entre dans l'équipe nationale américaine en 2010. En 2014, en prenant part à ses premiers Jeux olympiques à Sotchi en simple, épreuve dont il prend la 22e place en simple, il est devenu le plus jeune lugeur américain à participer aux Jeux olympiques. Lors de la saison 2014-2015, il remporte sa première manche de Coupe du monde à Lake Placid en battant le record de la piste et est ainsi le premier Américain depuis Wendel Suckow en 1997 à s'imposer dans cette compétition.

## Palmarès

### Championnats du monde
- Médaille d'argent en relais en 2017 et 2024.
- Médaille de bronze en relais en 2020.

### Coupe du monde
- 10 podiums : 
  - 8 en individuelle : 3 victoires, 2 deuxièmes places et 3 troisièmes places.
  - 2 en sprint : 2 deuxièmes places.
- 18 podiums en relais : 9 deuxièmes places et 9 troisièmes places.

### Championnats d’Amériques
- Médaille d'or en individuel en 2014, 2016 et 2019.
- Médaille d'argent en individuel en 2015 et 2019.
- Médaille de bronze en individuel en 2013.